# Takuan

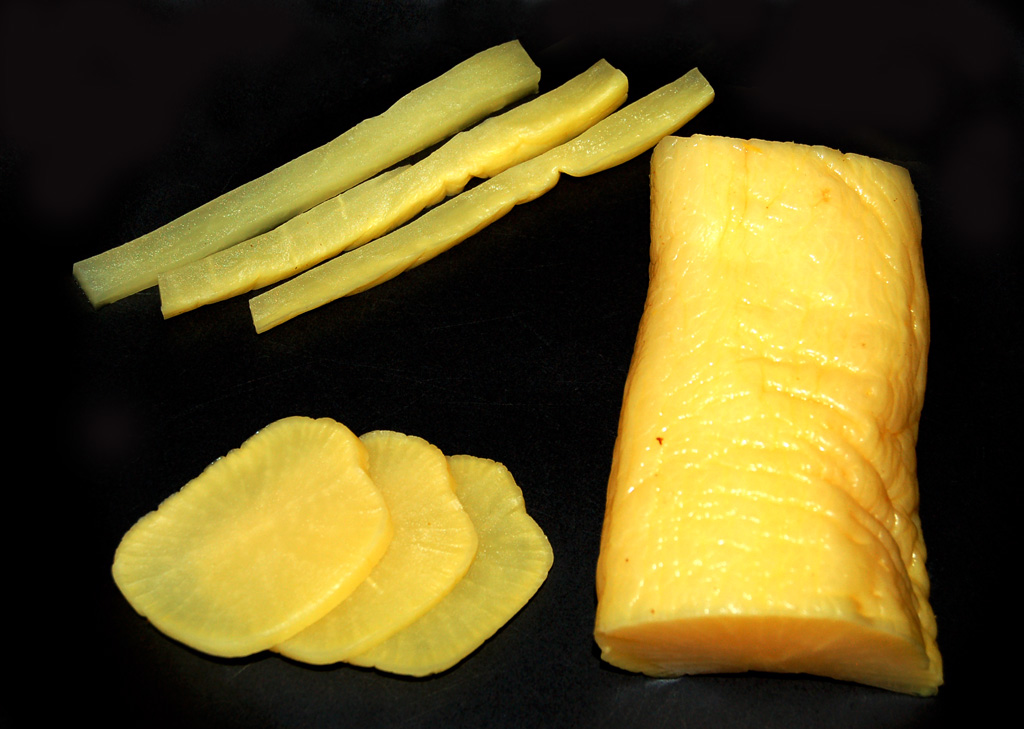
Takuan, in Streifen und Scheiben geschnitten

Takuan (jap. 沢庵) ist ein traditionell eingelegter Rettich aus der japanischen Küche.
Takuan ist eine beliebte Art des Tsukemono, auf japanische Art eingelegtes Gemüse. Es wird aus Daikon, einem weißen Rettich hergestellt und in Scheiben geschnitten zu vielen Mahlzeiten gereicht oder in Streifen geschnitten für Maki-Sushi verwendet. In der japanischen Küche wird ihm eine verdauungsfördernde Wirkung zugeschrieben.
Für die Herstellung von Takuan wird Daikon zunächst einige Wochen an der Sonne getrocknet, bis er weich und biegsam geworden ist. Dann werden die Rettiche im Ganzen in einem hölzernen Einmachgefäß mit Salz und einem Mus aus Reiskleie (Nukamiso) geschichtet. Das Gefäß wird mit getrockneten Rettichblättern abgedeckt und mit einem Gewicht beschwert. Nach ungefähr sechs Monaten ist der Gärprozess abgeschlossen und der Rettich hat eine gelbe Farbe erhalten. Bei der industriellen Produktion wird die Farbe häufig durch Zugabe von Kurkuma oder künstlichen Farbstoffen erzielt.